# 데인 변경
데인 변경(독일어: Dänische Mark) 또는 슐레스비히 변경(독일어: Mark Schleswig)은 신성로마제국의 덴마크 접경지역이다. 오늘날의 슐레스비히홀슈타인과 거의 일치한다. 중세 초기 810년경 프랑크 왕국의 카롤루스 1세가 데인인들로부터 국경을 방어하기 위해 변경을 설치한 것에서 기원한다. 덴마크라는 국명의 어원이 되었다.